# Sedef Avcı
Pour les articles homonymes, voir Avcı.
Sedef Avcı, née le 22 janvier 1982, est une mannequin et une actrice de télévision et de cinéma turque. Gagnante du concours de beauté Elite Model Look Turquie en 1997, elle a représenté la Turquie au concours Miss Univers en 2001.

## Filmographie

### Cinéma
- Hayattan Korkma - 2008 (Kardem)
- Romantik Komedi - 2009 (Esra)

### Télévision
- Böyle mi Olacaktı - 1997-2003 (Deniz)
- Yanık Koza - 2005-2006 (Balım)
- Menekşe ile Halil - 2007 - 2008 (Menekşe)
- Yaprak Dökümü - 2006 - 2009 (Selin)
- Ezel - 2009-2010 (Bahar)
- Umut Yolcuları - 2010 (Aslı)
- Mazi Kalbimde Yaradır - 2011 (Müjgan)
- Evlat Kokusu - 2017 (Zümrüt) *Filiz Yiğit*